# Paul Masson
Paul Michel Pierre Adrien Masson (ur. 11 października 1876 w Mustaghanim, zm. 30 listopada 1944) – francuski kolarz torowy i szosowy, trzykrotny mistrz olimpijski i brązowy medalista mistrzostw świata.

## Kariera
Na pierwszych nowożytnych igrzyskach olimpijskich w Atenach Masson wziął udział w trzech konkurencjach kolarskich, wygrywając w każdej z nich. W wyścigu na 1 okrążenie (333 1/3 metra) zwyciężył z przewagą 1 sekundy nad Stamatiosem Nikopoulosem i Adolfem Schmalem. W sprincie na 1 km ponownie wyprzedził Greka Nikolopoulosa, a także swojego rodaka Léona Flamenga. Zwyciężył ponadto w wyścigu na 10 km, wyprzedzając tym razem Flamenga i Schmala. Podczas rozgrywanych rok później mistrzostw świata w Glasgow zajął trzecie miejsce w sprincie zawodowców, ulegając Niemcowi Willy’emu Arendowi i Brytyjczykowi Charlesowi Bardenowi.